# Mount Hotham

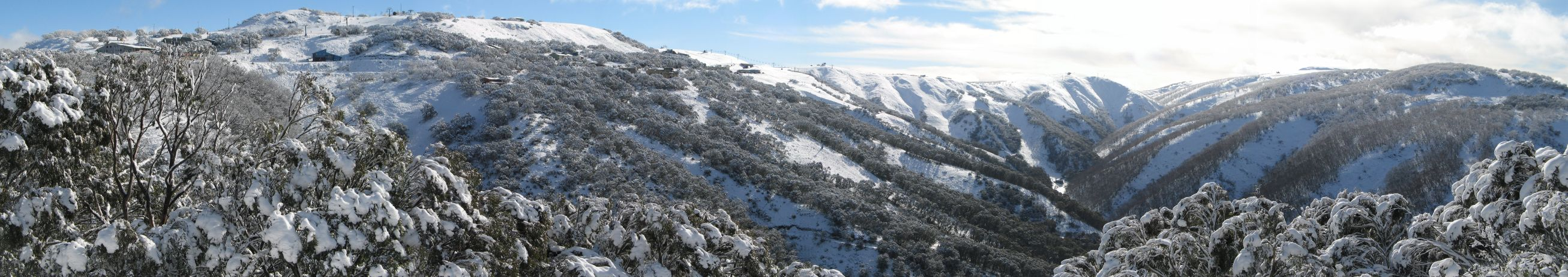

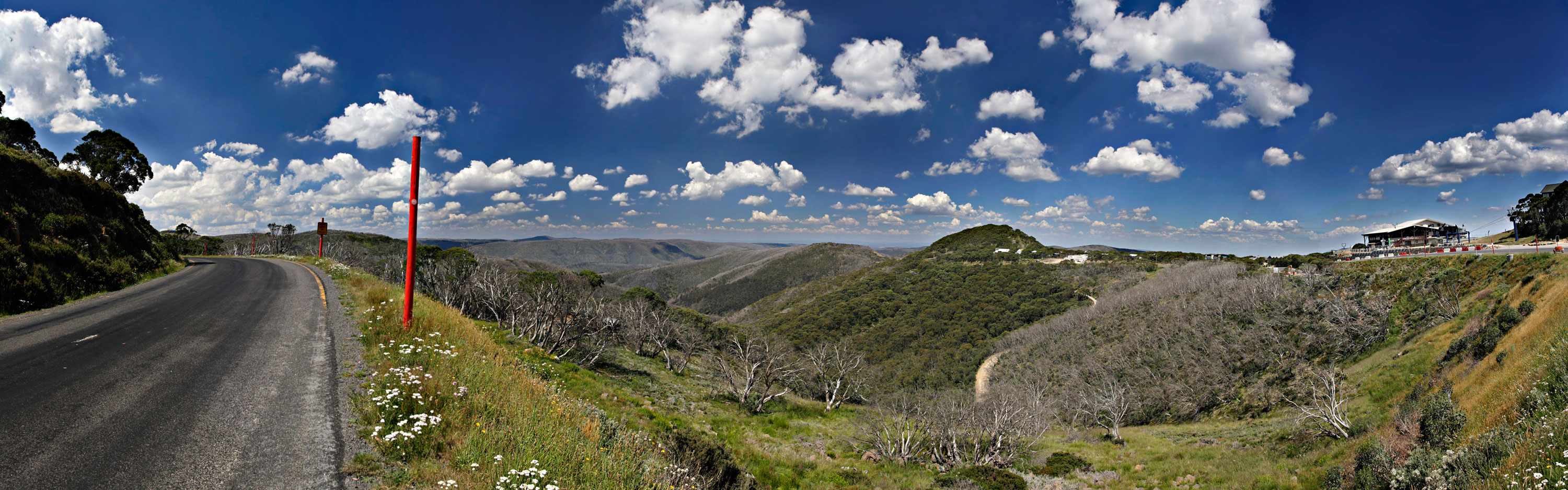

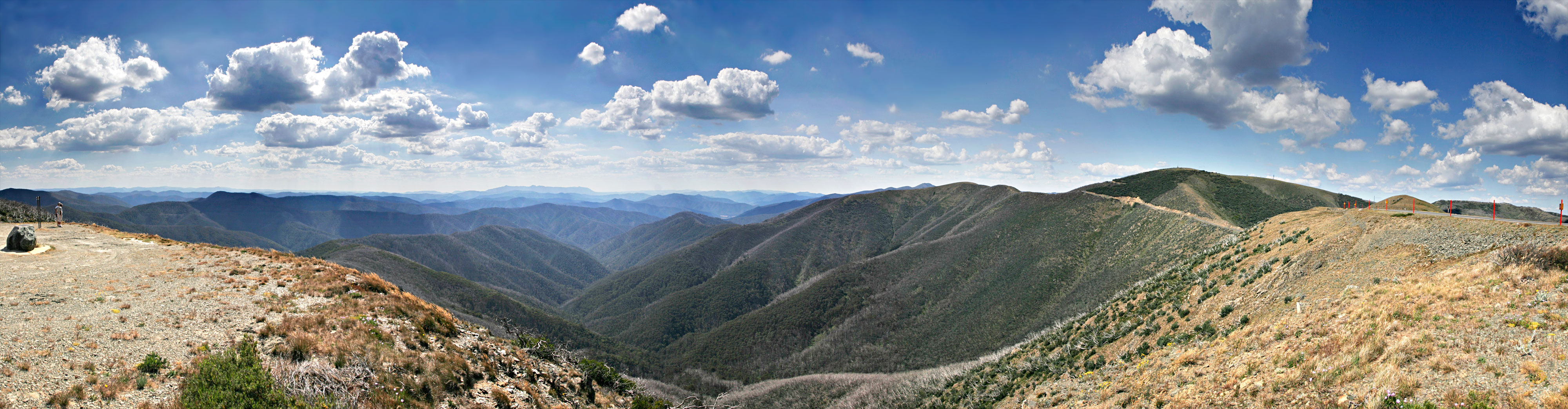

Mount Hotham – góra w Alpach Australijskich w stanie Wiktoria (wysokość 1861 m n.p.m.), ok. 357 km na północny wschód od Melbourne i 746 km na południowy zachód od Sydney. Na zboczach góry położony jest ośrodek narciarski Mount Hotham.